# Odostomia canfieldi
Odostomia canfieldi är en snäckart som beskrevs av Dall 1908. Odostomia canfieldi ingår i släktet Odostomia och familjen Pyramidellidae. Inga underarter finns listade i Catalogue of Life.